# Albert Démchenko
Albert Mijáilovich Démchenko –en ruso, Альберт Михайлович Демченко– (Chusovói, URSS, 27 de noviembre de 1971) es un deportista ruso que compitió en luge en las modalidades individual y doble. Su hija Viktoriya también compite en luge.
Participó en siete Juegos Olímpicos de Invierno, entre los años Albertville 1992 y 2014, obteniendo en total tres medallas de plata: una en Turín 2006, en la prueba individual, y dos en Sochi 2014, en las pruebas individual y por equipo (junto con Tatiana Ivanova, Alexandr Denisiev y Vladislav Antonov), además de quedar en el octavo lugar en Albertville 1992 (doble), el séptimo en Lillehammer 1994 (doble), el quinto en Salt Lake City 2002 (individual) y el cuarto en Vancouver 2010 (individual).
Ganó dos medallas de plata en el Campeonato Mundial de Luge de 2012 y ocho medallas en el Campeonato Europeo de Luge entre los años 1996 y 2014.
En diciembre de 2017, el Comité Olímpico Internacional (COI) concluyó que Albert Démchenko había cometido una violación de las normas antidopaje y determinó retirarle las dos medallas de plata obtenidas en Sochi 2014. Sin embargo, en enero de 2018, Démchenko apeló la decisión en el Tribunal de Arbitraje Deportivo. Este organismo revirtió la decisión y le restauró las medallas.

## Palmarés internacional
| Juegos Olímpicos   | Juegos Olímpicos      | Juegos Olímpicos  | Juegos Olímpicos |
| Año                | Lugar                 | Medalla           | Prueba           |
| ------------------ | --------------------- | ----------------- | ---------------- |
| 2006               | Turín (Italia)        | Medalla de plata  | Individual       |
| 2014               | Sochi (Rusia)         | Medalla de plata  | Individual       |
| 2014               | Sochi (Rusia)         | Medalla de plata  | Equipo           |
| Campeonato Mundial |                       |                   |                  |
| Año                | Lugar                 | Medalla           | Prueba           |
| 2012               | Altenberg (Alemania)  | Medalla de plata  | Individual       |
| 2012               | Altenberg (Alemania)  | Medalla de plata  | Equipo           |
| Campeonato Europeo |                       |                   |                  |
| Año                | Lugar                 | Medalla           | Prueba           |
| 1996               | Sigulda (Letonia)     | Medalla de plata  | Individual       |
| 1996               | Sigulda (Letonia)     | Medalla de bronce | Doble            |
| 2006               | Winterberg (Alemania) | Medalla de oro    | Individual       |
| 2008               | Cesana (Italia)       | Medalla de plata  | Individual       |
| 2010               | Sigulda (Letonia)     | Medalla de oro    | Individual       |
| 2012               | Paramonovo (Rusia)    | Medalla de oro    | Equipo           |
| 2013               | Oberhof (Alemania)    | Medalla de bronce | Equipo           |
| 2014               | Sigulda (Letonia)     | Medalla de oro    | Equipo           |